# Сан Кандидо
Сан Кандидо (итал. San Candido) је насеље у Италији у округу Болцано, региону Трентино-Јужни Тирол.
Према процени из 2011. у насељу је живело 2282 становника. Насеље се налази на надморској висини од 1177 м.

## Становништво
Према резултатима пописа становништва 2011. у општини је живело 3.204 становника.
| 1931. | 1936. | 1951. | 1961. | 1971. | 1981. | 1991. | 2001. | 2011. |
| ----- | ----- | ----- | ----- | ----- | ----- | ----- | ----- | ----- |
| 2.835 | 2.644 | 2.616 | 2.961 | 3.022 | 2.999 | 3.073 | 3.107 | 3.204 |

## Партнерски градови
- Фрајзинг